# 통영중학교
통영중학교(統營中學校)는 대한민국 경상남도 통영시 봉평동에 있는 공립 중학교로, 일제강점기 말기인 1942년 4월 30일에 경남통영공립중학교로 처음 개교했다.

## 학교 연혁
- 1942년 4월 21일 : 공립중학교 설립 인가
- 1942년 4월 30일 : 통영공립중학교 개교식 및 입학식(문화동)
- 1946년 1월 26일 : 교사 이전(현 유영초등학교)
- 1946년 9월 1일 : 6년제 고등중학교(초급과 3년, 고급과 3년) 승격
- 1951년 9월 1일 : 전교생 봉평리 교사로 이전, 개학
- 1951년 10월 1일 : 통영중학교(3년제), 통영고등학교(3년제)로 분리. 통영고는 동호동 교사로 이전
- 1994년 1월 24일 : 통영학생체육관 준공
- 2007년 3월 16일 : 인조잔디운동장 준공
- 2009년 5월 30일 : 다목적구장 및 외부포장 우레탄 준공
- 2021년 9월 1일 : 제32대 정병일 교장 취임
- 2023년 1월 5일 : 제77회 졸업식(졸업생 210명) (총 28,191명)
- 2023년 3월 2일 : 2023학년도 신입생 입학식(신입생 182명)
- 2024년 전진남 졸업

## 참고 자료
- 통영중학교 - 한국교육학술정보원 학교알리미